# Музей истории города Кокшетау
Кокшетауский музей истории города (каз. Көкшетау қаласының тарихы мұражайы; до 2000 года — Мемориальный республиканский дом-музей В. В. Куйбышева) — городской исторический музей казахстанского города Кокшетау в Акмолинской области, посвящённый становлению и развитию города, начиная с периода раннего Средневековья и вплоть до наших дней. Находится в г. Кокшетау на ул. Канай би, 32 (которая до 2008 года называлась улицей Чапаева). Именно в этой местности, у подножия сопок Букпа, на берегу озера Копа начиналось рождение Кокшетау в первой четверти XIX века. Здание музея является памятником истории республиканского значения и находится под защитой государства (c 26 января 1982).
Фонды музея хранят более 16 тысяч экспонатов. Это пожелтевшие от времени старинные фотографии, документы, рукописи, предметы быта и материальной культуры, которые могут рассказать многое о жизни города и его жителей в прошлом. Основные задачи: научно-исследовательская, собирательская, выставочно-экспозиционная, научно-практическая деятельность.

## История
В доме с 1889 по 1905 гг. жила семья будущего государственного деятеля советской эпохи В. В. Куйбышева, здесь прошли его детство и юность. В годы Великой Отечественной войны в этом доме располагался тыловой госпиталь для раненых солдат Красной армии.
Создан в соответствии с Постановлением ЦК КП Казахстана от 21 октября 1947 года и решением Кокчетавского облисполкома от 06 мая 1948 года. Находился в ведении Министерства культуры Казахской ССР. После войны в 1949 году, был открыт Республиканский мемориальный дом-музей В. В. Куйбышева. Основателем и первым директором музея была его сестра — Е. В. Куйбышева, которая более 30 лет руководила музеем — первый Почётный гражданин г. Кокшетау. 
Для создания музея её пригласил председатель Совмина Казахской ССР Н. Д. Ундасынов (в то время она проживала в Москве). Елена Владимировна в почтенном возрасте оставила благоустроенную Москву и поселилась в глуши, каким был тогда Кокчетав. Елена Владимировна отыскала дом родителей, где прошли детство и юность Валериана и где родилась она сама. Пришлось отремонтировать и дом, и надворные постройки, и привести в порядок сад. Елена Владимировна занялась одновременно и собирательской работой.
Решением облисполкома от 13 октября 1988 года передан в местное подчинение комитету по культуре облисполкома, с 03 мая 1997 года в связи с ликвидацией Кокшетауской области – департаменту культуры при акиме г. Кокшетау. В фондах музея хранилось более 3,5 тыс. экспонатов. Музей всегда был в числе лучших музеев не только республики, но всего СССР. В 1985 г. здание дома-музея реставрировали по проекту института «Казпроектреставрация». Были восстановлены утраченные элементы. Потолки и внутренние стены очищены от поздних наслоений, восстановлена отделка интерьеров.
Распоряжением акима г. Кокшетау от 02 марта 2000 года реорганизован путем присоединения к музейному объединению «Кокшетау». С 2000 г. в этом доме разместился Музей истории города Кокшетау. Соответственно изменились фонды музея и содержание экспозиций.

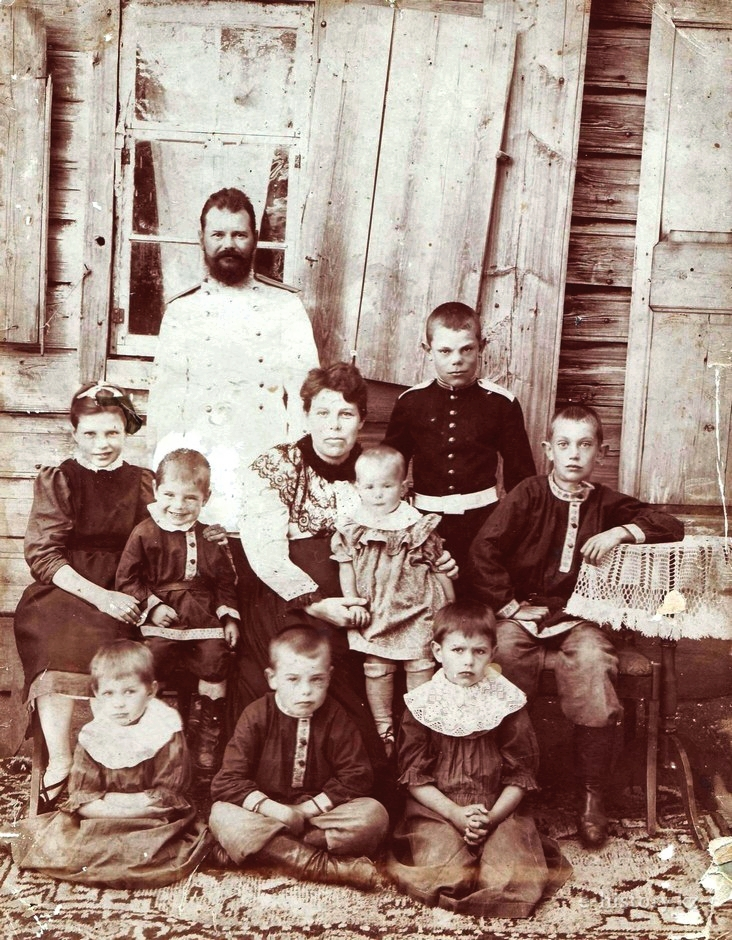
Семья Куйбышевых в Кокчетаве, 1889 год.
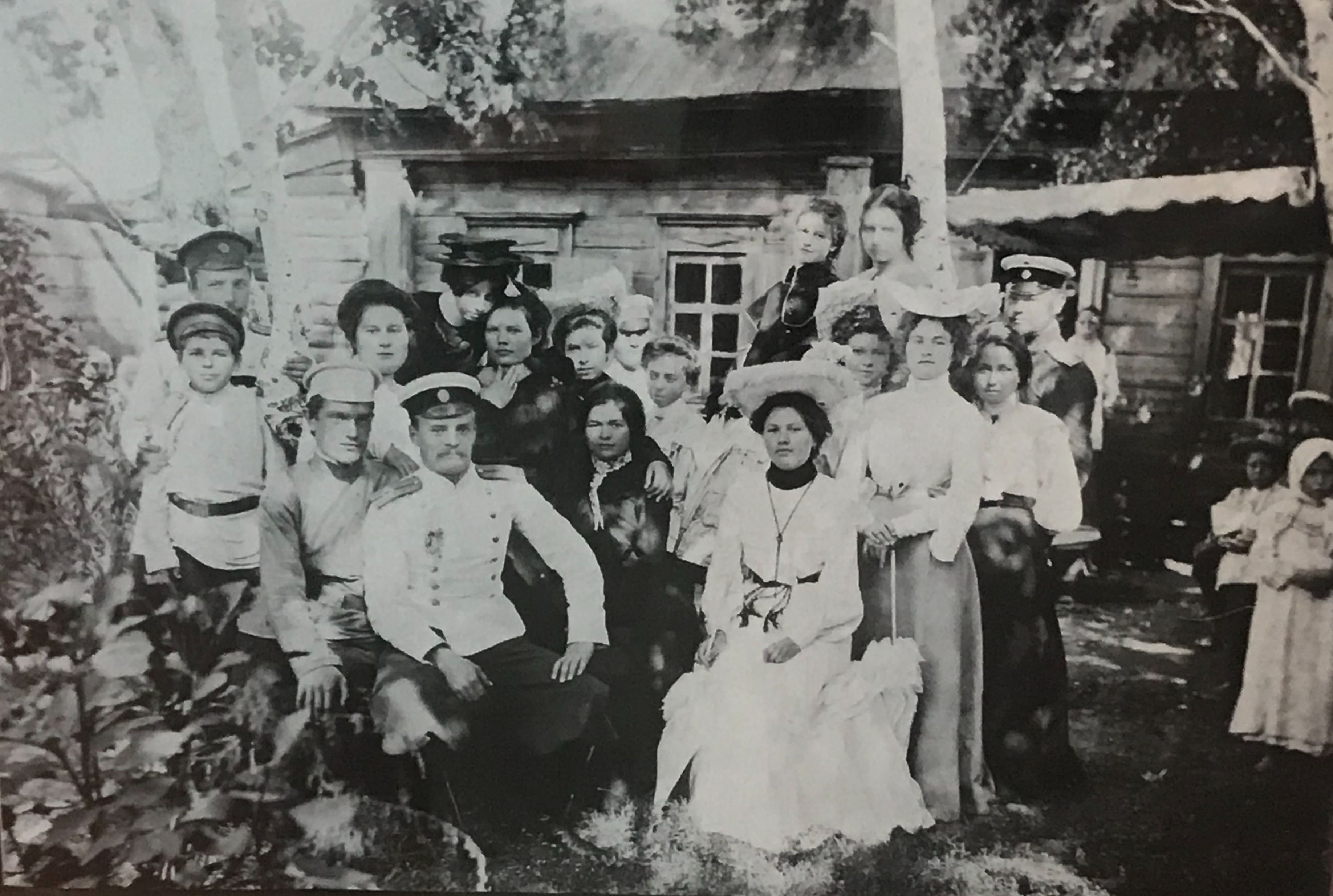
Проводы Валериана Куйбышева в ВМедА. Кокчетав. 1905 г.
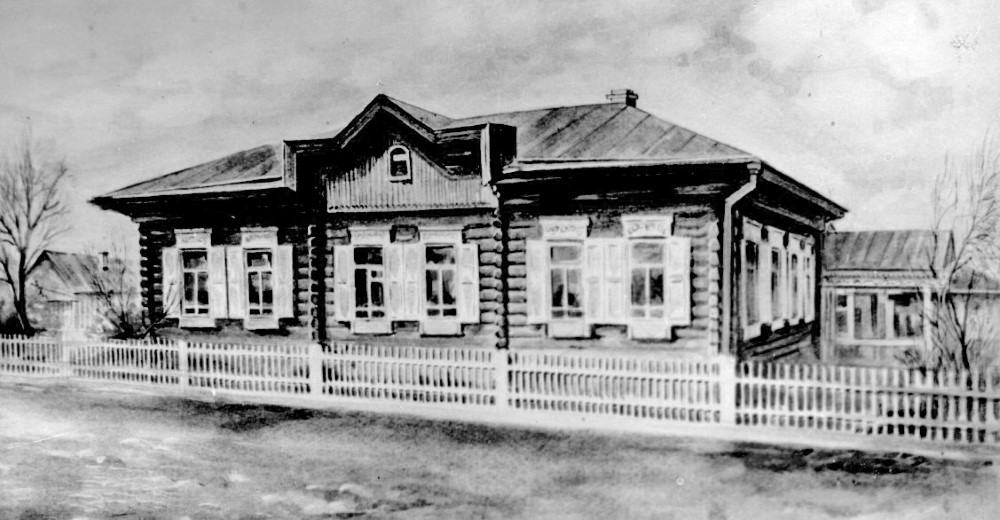
Дом-усадьба В. В. Куйбышева в Кокчетаве
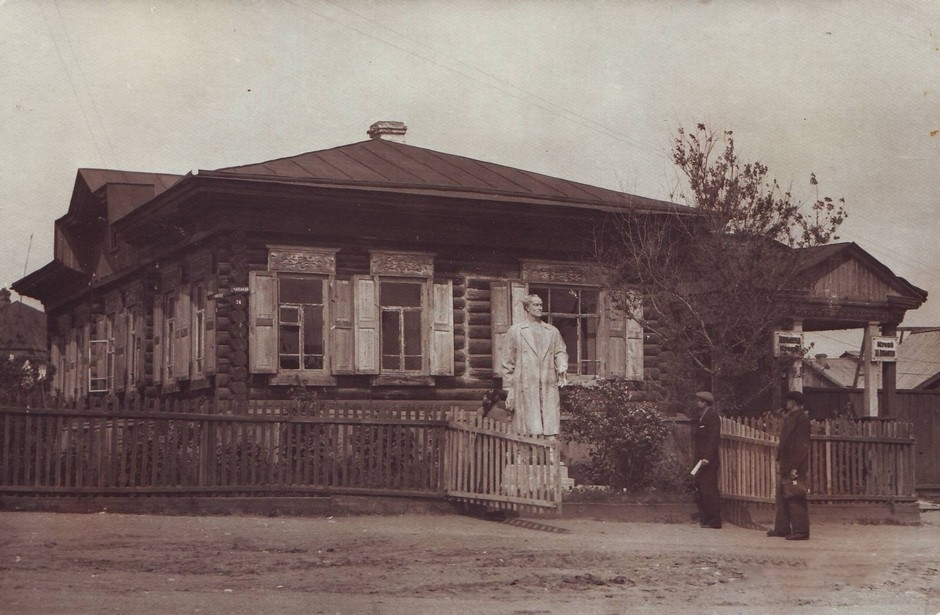
Мемориальный республиканский дом-музей В. В. Куйбышева

## Дом жилой
В 1880 году построен по типу городской усадьбы. Сразу за домом был разбит сад. Слева от дома во дворе имелись хозяйственные по стройки. В одной из них, Г-образной в плане, под одной крышей располагались летняя кухня, баня, денник, кладовая. Рядом — отдельное строение конюшни. За кладовой и конюшней в глубине двора был огород. Въезд во двор — со стороны главного фасада через широкие ворота с калиткой. Одноэтажный деревянный жилой дом срублен «в обло» (вперевязку на углах), прямоугольный в плане (11x13,9 м). Главный вход в дом — с ул. Чапаева, оформлен крыльцом с навесом, при поздней реконструкции превращен в тамбур, ведет в сени вдоль дворового фасада. Фасады обшиты горизонтальным тесом и окрашены краской. Карнизы украшены накладной пропильной резьбой. Основными помещениями в доме были столовая, гостиная и три спальни.

## Описание
В 5-ти небольших залах музея в хронологической последовательности отражены основные вехи истории Кокшетау, начиная с момента его основания в 1824 году и по настоящее время. Экспозиция знакомит с городом Кокшетау 19 — 20 века, с историей становления его экономики, промышленности, здравоохранения, образования, культуры, с жизнью людей, внесших свой вклад в развитие города. Экспозиция «Старая квартира» познакомит с интерьером и бытом горожан 1950-х годов. В уютном музейном дворике вы сможете отдохнуть, увидеть старинные виды гужевого транспорта и сделать красочные фотоснимки на фоне ретро автомобиля «Кадиллак» марки General Motors 1930 года выпуска. На ней ездил В. Куйбышев, когда работал в Москве. В 1949 году автомобиль пригнали с Москвы.

## Жилой дом в культуре и искусстве
- О доме Е. В. Куйбышева писала в книге о «Валериане Куйбышеве. Из воспоминаний сестры»[4]:

Наша семья жила в небольшом деревянном одноэтажном доме, окруженном со всех сторон березами, черемухой и ветлами. Весной дом утопал в цветущей черемухе, а летом в саду было много всевозможных цветов, которые выращивала мама. Зимой дом заносило со всех сторон огромными сугробами снега, виднелись только верхушки старых, высоких берез, казавшихся кустарниками на снежных горах.